# Patrycja Soliman
Patrycja Soliman (ur. 3 grudnia 1981 w Kairze) – polska aktorka filmowa i teatralna.

## Życiorys
Jej ojciec jest Egipcjaninem, a matka Polką. W 2006 roku ukończyła studia w Akademii Teatralnej w Warszawie. Od 1 września 2006 roku pracuje w Teatrze Narodowym w Warszawie (zadebiutowała w nim na trzecim roku studiów rolą Kopciucha w sztuce Janusza Głowackiego) oraz w Teatrze Dramatycznym. 
Ze związku z aktorem Adamem Ferencym ma córkę Franciszkę. Ma także drugą córkę ze związku z innym partnerem.

## Filmografia
- 2020: Na Wspólnej - Karina Król, nowa dyrektor szpitala
- 2020: Szadź – matka Piotra w młodości
- 2020: Komisarz Alex – Grabska, matka Izy (odc. 168)
- 2020: Ojciec Mateusz – Teresa Biała, matka Kamila (odc. 305)
- od 2019: Korona królów – księżna Viridis Visconti, matka księcia Wilhelma Habsburga
- 2019: O mnie się nie martw – Aldona Wojno, matka Julka (odc. 141, 143)
- 2018: Blondynka –  Daria, przyjaciółka Jagny
- 2018: W rytmie serca – Alina, żona Michała, matka Nastki, Broni, Wandy, Rysia i Henia (odc. 26)
- 2017: Ojciec Mateusz – Eliza Jarecka (odc. 234)
- 2015: Persona non grata – żona Ganora
- 2015–2016: Strażacy – Renata Lewicka, żona Wojciecha
- 2013: Komornicy – Agata Andrzejewska, sekretarka Kowalskiej
- 2013: Na dobre i na złe – Daria Otręba (odc. 533)
- 2012: Prawo Agaty – Irena Marcisz (odc. 10)
- 2012: Ojciec Mateusz – Ewa Czajka (odc. 102)
- 2010: Zagraj ze mną – Hania
- 2009: Ojciec Mateusz – Gajana (odc. 20)
- 2009: Londyńczycy 2 – Ola, siostra Andrzeja (odc. 16)
- 2009–2011: Barwy szczęścia – Karolina, była kochanka Pawła
- 2008: Londyńczycy – Ola, siostra Andrzeja (odc. 3)
- 2007: Królowie śródmieścia – Kasia (odc. 10 „Podróż w nieznane” i odc. 11 „Wypadek”)
- 2007: Ekipa – reporterka (odc. 5)
- 2007: Łódka – Agata
- 2007: Ogród Luizy – Luiza Bartodziej
- 2007: Kryminalni – Kasia Moryto (odc. 69 „Wolontariuszka”)
- 2006: Jasminum – Jasminum
- 2006: M jak miłość – Anita, sekretarka Karoliny (odc. 401)
- 2006: Wszyscy jesteśmy Chrystusami – dziennikarka w tv
- 2006: Królowie śródmieścia – Kasia (odc. 6 „Miłosne igraszki” i odc. 7 „Kobiety na tle miasta”)
- 2005: Boża podszewka II – uczennica (odc. 5, 7, 15)
- 2005: Karol. Człowiek, który został papieżem – żydówka Wisława, przyjaciółka Karola Wojtyły
- 2004–2006: Pensjonat pod Różą – Kalina Adamska, córka Dusi i Tomka
- 2004, 2013: Na dobre i na złe – Ania (odc. 179) – Daria Otręba (odc. 533)
- 2003: Glina – Marta, córka Skoneckiego (odc. 2, 3)
- 2002: Dzień świra – dziewczyna reklamująca Szkorbudent Total

## Role teatralne[3]
- 2010: Mewa (sztuka Antona Czechowa, reż. Agnieszka Glińska, Teatr Narodowy w Warszawie) – Masza
- 2009: Iwanow (sztuka Antona Czechowa, reż. Jan Englert, Teatr Narodowy w Warszawie) – Sasza
- 2009: Marat/Sade Petera Weissa, reż. Maja Kleczewska, Teatr Narodowy w Warszawie
- 2009: Lekkomyślna siostra (sztuka Włodzimierza Perzyńskiego, reż. Agnieszka Glińska, Teatr Narodowy w Warszawie) – Ada
- 2008: Otello (sztuka Williama Szekspira, reż. Agnieszka Olsten, Teatr Narodowy w Warszawie) – Bianka
- 2008: Lulu na moście (sztuka Paula Austera, reż. Agnieszka Glińska, Teatr Dramatyczny im. Gustawa Holoubka w Warszawie) – Celia Burns
- 2008: Wiele hałasu o nic (sztuka Williama Szekspira, reż. Maciej Prus, Teatr Narodowy w Warszawie) – Beatrycze
- 2007: Śluby panieńskie (sztuka Aleksandra Fredry, reż. Jan Englert, Teatr Narodowy w Warszawie) – Aniela
- 2006: Trzy siostry (sztuka Antona Czechowa, reż. Agnieszka Glińska, Akademia Teatralna w Warszawie) – Irina, Masza
- 2006: Fedra (sztuka Eurypidesa, reż. Maja Kleczewska, Teatr Narodowy w Warszawie) – Arycja
- 2005: …i tyle miłości (sztuka Antona Czechowa, reż. Andrzej Domalik, Teatr Ateneum im. Stefana Jaracza w Warszawie) – Sonia
- 2005: Bezimienne dzieło (sztuka Stanisława Ignacego Witkiewicza, reż. Jan Englert, Akademia Teatralna w Warszawie) – Klaudestyna de Montreuil, Służąca Róży van der Blaast
- 2004: Kopciuch (sztuka Janusza Głowackiego, reż. Will Pomerantz, Teatr Narodowy w Warszawie) – Kopciuszek

## Nagrody
- 2006: II Nagroda Jury za role Maszy i Iriny w Trzech siostrach oraz za rolę Służącej Róży van der Blaast w Bezimiennym dziele na XXIV Festiwalu Szkół Teatralnych w Łodzi[5]
- 2007: Nagroda im. Andrzeja Nardellego za najlepszy debiut aktorski sezonu 2006/2007 za role grane w Teatrze Narodowym: Arycji w Fedrze oraz Anieli w Ślubach panieńskich[3]